# دشت یوم
دشت یوم جماعت و شهرکی در جنوب غربی کشور تاجیکستان است که در ناحیهٔ شورآباد ولایت ختلان قرار دارد. جمعیت این جماعت ۳۵۵۱ است.